# SN 2009ay
SN 2009ay – supernowa typu II odkryta 20 marca 2009 roku w galaktyce NGC 6479. W momencie odkrycia miała maksymalną jasność 16,40m.